# 中華路 (臺南市)
中華路為中華民國臺南市永康區的環形的主要道路，屬於台1線的一部份。此路與中華北路、中華西路、中華南路及中華東路事實上自規畫及落成皆為同一道路，且構成台南市外環道；但因臺南縣市合併前位於不同行政區，以致名稱不同。

## 歷史
中華路與原屬省轄臺南市之中華東路，首見於日治時期1941年「臺南都市計畫區域及都市計畫變更」（昭和16年7月18日總督府告示第579號），編為二等一號道路。起訖點為竹篙厝及六甲頂。
此路規劃雖早，但受到政權交替影響，實際動工延遲卅年，直到穿越市區的舊台1線公園路不堪負荷時才動工，分為兩期：
- 65年度二等一號道路開闢：長度2100公尺、寬30公尺。
- 66年度二等一號北段開闢工程：長度1100公尺、寬30公尺，1977年2月28日完工。
- 1980年前代全線完成。路寬30米，雙向六車道。與縣道180交會。

在1994年省道調整時，將原有經過市區的台1線改道中華路─中華東路，並沿用至今。

## 行經區域
（由北至南）
- 北區
- 永康區：六甲頂、 大橋
- 東區

## 中華陸橋
中華路在奇美醫院路段為跨越臺灣鐵路管理局縱貫線，設置中華陸橋（橋名「永康橋」），橋下西側即大橋車站。

## 本路段客運
- 市區公車[2]

| 編號 | 路線                                                            | 本路段公車站           |
| ---- | --------------------------------------------------------------- | ---------------------- |
| 5    | 和順轉運站－市立醫院／大甲里                                    | 臺南高工－奇美醫院     |
| 15   | 臺南市立圖書館－大成路口                                        | 奇美醫院－中華小東路口 |
| 21   | 臺南火車站－永康休閒育樂中心                                    | 奇美醫院（繞駛）       |
| 62   | 桂田酒店／奇美醫院－高鐵台南站                                  | 奇美醫院－中華小東路口 |
| 70左 | 永華市政中心（府前路）－永華市政中心（府前路） （逆時針循環線） | 臺南高工－甲頂里       |
| 70右 | 永華市政中心（府前路）－永華市政中心（府前路） （順時針循環線） | 甲頂里－臺南高工       |
| 901  | 府城汽車客運公司－克樺社區                                      | 大橋－奇美醫院         |

- 幹支線公車[2]

| 編號 | 路線                                         | 本路段公車站       |
| ---- | -------------------------------------------- | ------------------ |
| 橘12 | 麻豆轉運站－善化轉運站－新市車站－臺南轉運站 | 奇美醫院－兵仔市   |
| 紅10 | 關廟轉運站－永康火車站－奇美醫院             | 臺南高工－奇美醫院 |